# 992
992 (CMXCII) var ett skottår som började en fredag i den julianska kalendern.

## Händelser

### Okänt datum
- Ghanariket erövrar Berberstaden Aoudaghost.
- Boleslav I blir hertig av Polen.

## Födda
- Kyiso, kung av Pagan.

## Avlidna
- 1 februari – Jawhar as-Siqilli, fatimidisk statsman och grundare av Kairo.
- 29 februari – Oswald av Worcester, ärkebiskop av York samt biskop av Worcester.
- 25 maj – Mieszko I, hertig av Polen 963-992.
- Matilda av Frankrike, drottning av Burgund.
- Aloara av Capua, furstinna och regent av Capua.